# Pico de la Atalaya (Gran Canaria)
El Pico de la Atalaya o Montaña de Gáldar es un volcán extinto situado en la isla de Gran Canaria —Canarias, España—.
Tiene una altitud de 432,4 metros sobre el nivel del mar y se encuentra en el límite municipal que separa Santa María de Guía de Gran Canaria y Gáldar.

## Toponimia
El volcán era conocido inicialmente como montaña de Gáldar, por dominar esta población, principal asentamiento aborigen primero y europeo tras la conquista del noroeste de la isla. Posteriormente, al instalarse en su cima un puesto de vigilancia o atalaya a finales del siglo xvi, pasó a denominarse también como Pico de la Atalaya.

## Geología

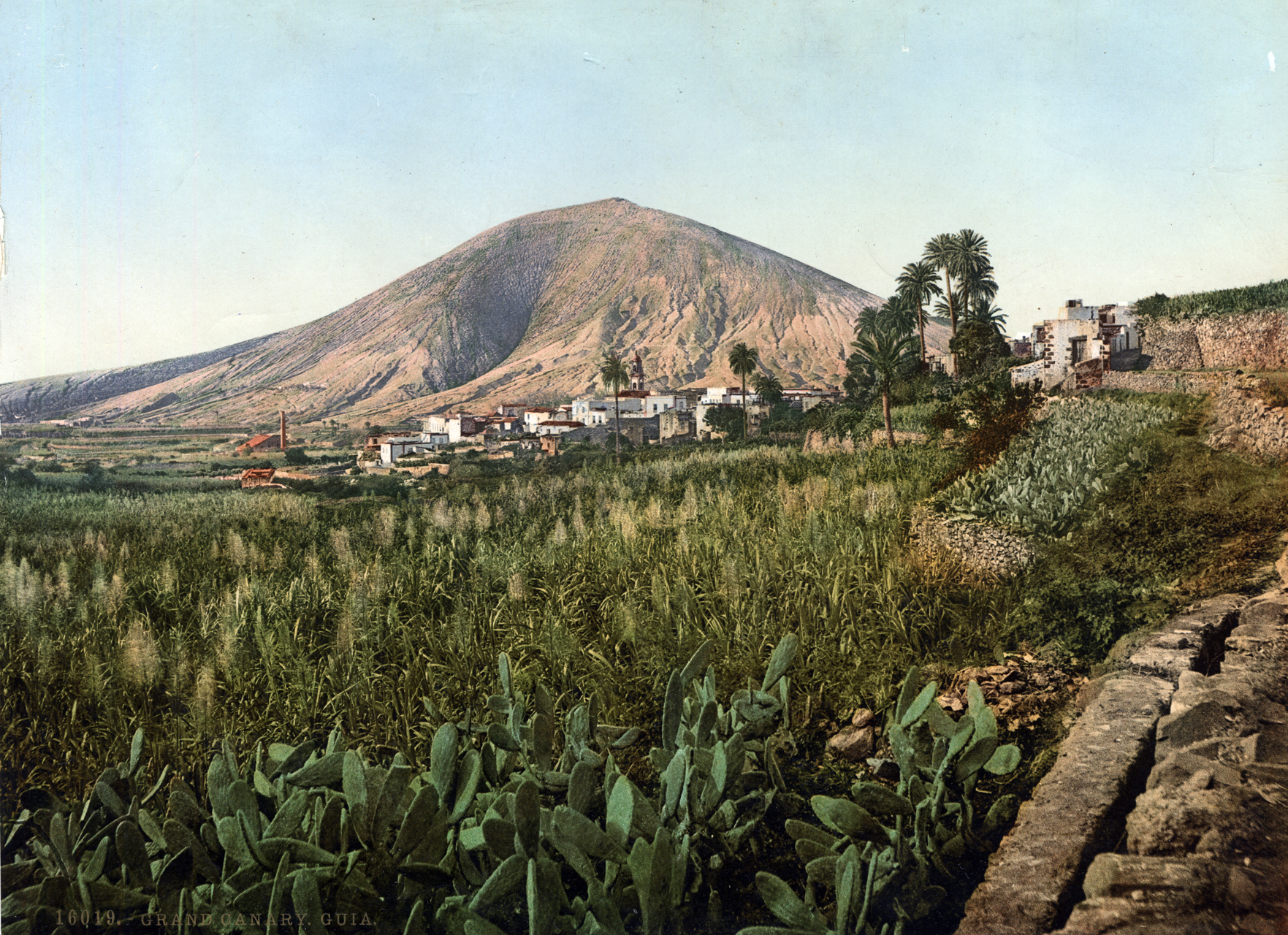
Pico de la Atalaya en 1893.

Geológicamente se trata de un edificio piroclástico, de tipo estromboliano y con planta cónica, que se eleva unos 284 metros sobre la plataforma de piroclastos en dispersión en la que se encuentra. A pesar de lo reciente de su erupción, este presenta un alto grado de erosión, siendo el cráter poco distintivo, orientado al noreste, este sufrió una erupción con una alta explosividad, ya que sus lapillis y escorias muestran una amplia dispersión alrededor de este.

## Climatología
Se encuentra dentro del macrobioclima Mediterráneo y por su altura en el termotipo inframediterráneo, aunque su cima por encima de los 350 metros posee una humedad relativamente alta, su escasez de vegetación la hace vulnerable a la erosión del agua y el viento.

## Naturaleza

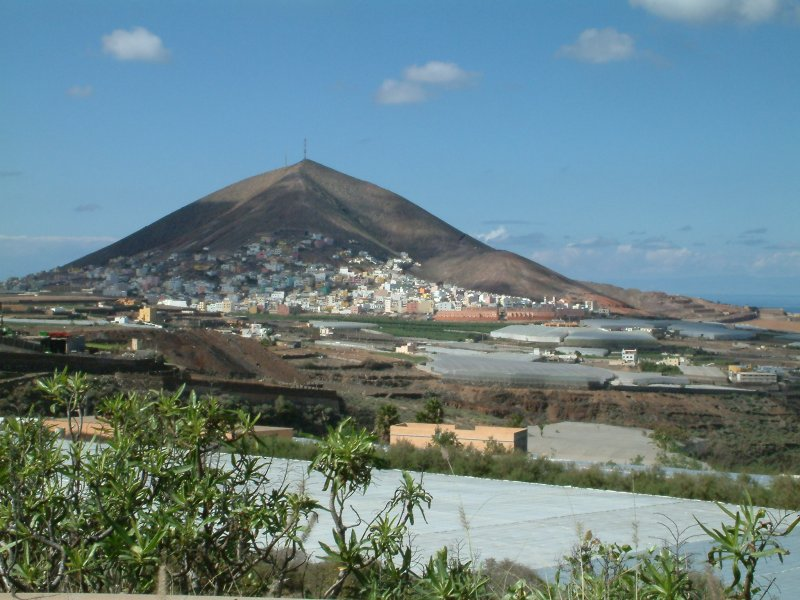
Vista del Pico de Atalaya, en la comarca noroeste de la Isla de Gran Canaria.

### Flora
Presenta una variedad del piso tabaibal-cardonal, con predominancia casi absoluta de la tolda Euphorbia aphylla.

### Grado de conservación
El estado de conservación del pico de la Atalaya o Montaña de Gáldar ha sido clasificado como antropizado, acentuado este en la base, debido al asentamiento en crecimiento de La Atalaya, Becerril y el barrio de La Montaña a la extracción de áridos.